# Blâmont
Blâmont este o comună franceză situată în departamentul Meurthe-et-Moselle, în regiunea Grand Est.

## Geografie

### Comune limitrofe
|                     | Repaix | Gogney      |
| Verdenal            |        | Frémonville |
| Domèvre-sur-Vezouze | Barbas | Harbouey    |

Blâmont este situat la extremitatea estică a departamentului, în valea râului Vezouze. Acest râu a cunoscut mai multe inundații spectaculoase în trecut, spre deosebire de afluentul său, Voise, care nu a amenințat niciodată zonele locuite.
Orașul se află pe drumul național 4, care șerpuiește printre casele vechi. Din luna decembrie 2006, un drum cu 2x2 benzi ocolește Blâmont.

### Hidrografie
Comuna se află în bazinul hidrografic al Rinului, în cadrul bazinului Rhin-Meuse. Este drenată de râul Vezouze, pârâul Voise, pârâul Erbisey și pârâul Vacon.
Râul Vezouze, cu o lungime de 75 km, își are izvorul în comuna Saint-Sauveur și se varsă în râul Meurthe la Rehainviller, după ce traversează 24 de comune. Caracteristicile hidrologice ale Vezouzei sunt determinate de stația hidrologică situată în comună. Debitului mediu lunar este de 1,55 m3/s. Debitului mediu zilnic maxim a fost de 24,6 m3/s, atins în timpul inundației din 4 octombrie 2006. Debitului instantaneu maxim a fost de 56,9 m3/s, înregistrat pe 13 ianuarie 2004.
Pârâul Voise, cu o lungime de 15 km, își are izvorul în comuna Hattigny și se varsă în Vezouze pe teritoriul comunei, după ce traversează șase comune.

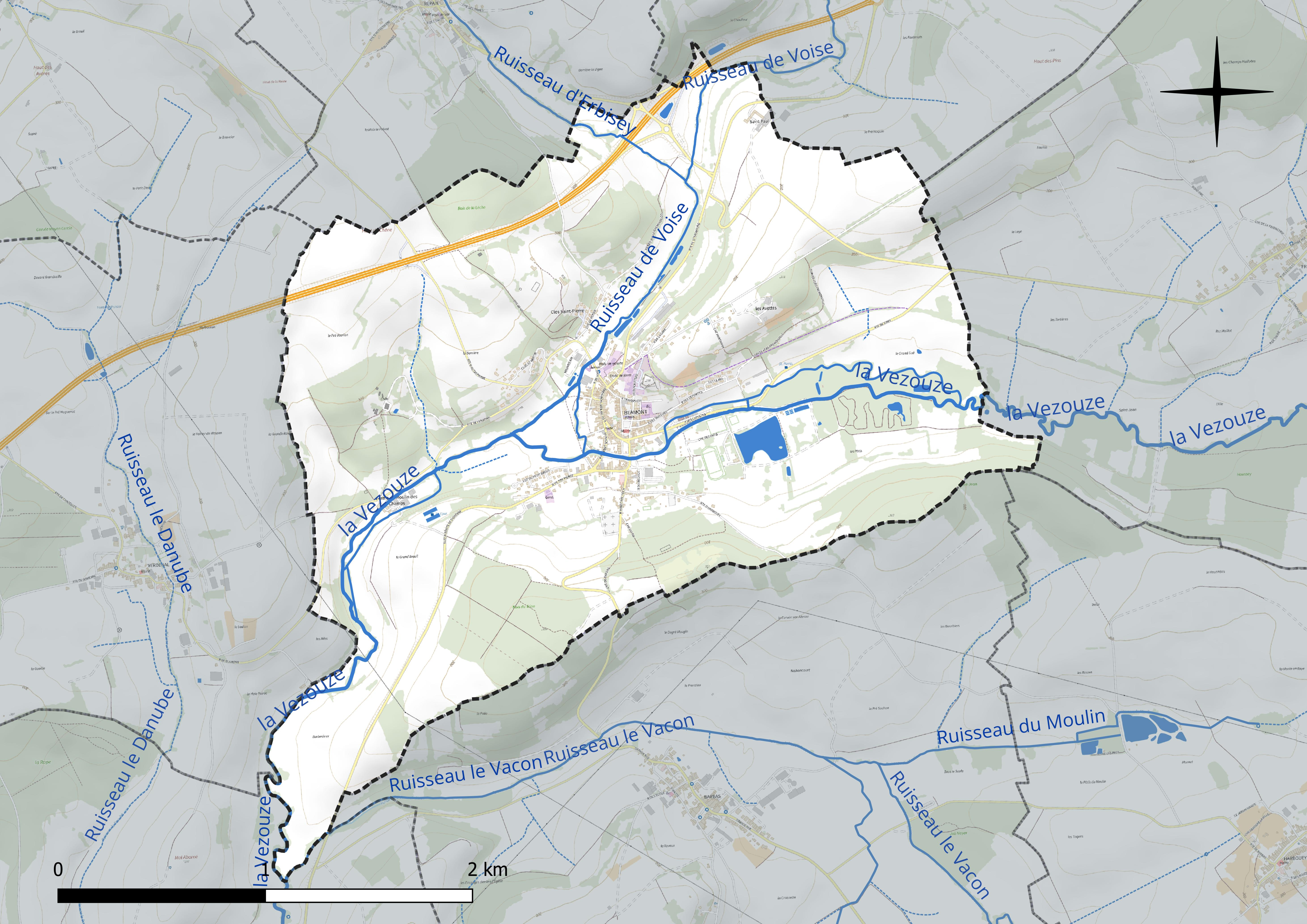
Blâmont - rețeaua hidrografică.

### Climă
În 2010, clima comunei era de tip climat montan, conform unui studiu al Centrului Național de Cercetare Științifică bazat pe o serie de date care acoperă perioada 1971-2000. În 2020, Météo-France publică o tipologie a climei din Franța metropolitană în care comuna este expusă unui climat semi-continental și se află în regiunea climatică Vosgi, caracterizată de o pluviometrie foarte ridicată (1.500 până la 2.000 mm/an) în toate anotimpurile și o iarnă aspră (sub 1 °C).
Pentru perioada 1971-2000, temperatura medie anuală este de 9,6 °C, cu o amplitudine termică anuală de 16,8 °C. Cantitatea medie anuală de precipitații este de 1 020 mm, cu 12,6 zile de precipitații în ianuarie și 9,9 zile în iulie. Pentru perioada 1991-2020, temperatura medie anuală observată la stația meteorologică cea mai apropiată, situată în comuna Saint-Maurice-aux-Forges la 9 km distanță în linie dreaptă, este de 10,5 °C, iar cantitatea medie anuală de precipitații este de 837,4 mm.
Pentru viitor, parametrii climatici estimati pentru comună, pentru anul 2050, conform diferitelor scenarii de emisii de gaze cu efect de seră, pot fi consultati pe un site dedicat publicat de Météo-France în noiembrie 2022.

## Urbanism

### Tipologie
La 1 ianuarie 2024, Blâmont este clasificată ca o comună rurală cu habitat dispersat, conform noii grile comunale de densitate pe șapte niveluri definită de INSEE (Institutul Național de Statistică și Studii Economice) în 2022. Este situat în afara unității urbane și în afara zonei metropolitane a orașelor.

### Utilizarea terenului
Ocupația terenurilor din comună, așa cum reiese din baza de date europeană privind ocuparea biogeofizică a terenurilor Corine Land Cover (CLC), este marcată de importanța teritoriilor agricole (65,5 % în 2018), în scădere față de 1990 (69 %). Distribuția detaliată în 2018 este următoarea: pajiști (32,9 %), terenuri arabile (23,1 %), păduri (18,3 %), zone agricole eterogene (9,6 %), zone urbanizate (8,3 %), zone industriale sau comerciale și rețele de comunicații (4,4 %), spații verzi artificializate, neagricole (3,4 %). Evoluția ocupării terenurilor în comună și a infrastructurilor sale poate fi observată pe diferitele reprezentări cartografice ale teritoriului: harta Cassini (secolul XVIII), harta de stat-major (1820-1866) și hărțile sau fotografiile aeriene ale IGN pentru perioada actuală (1950 până în prezent).

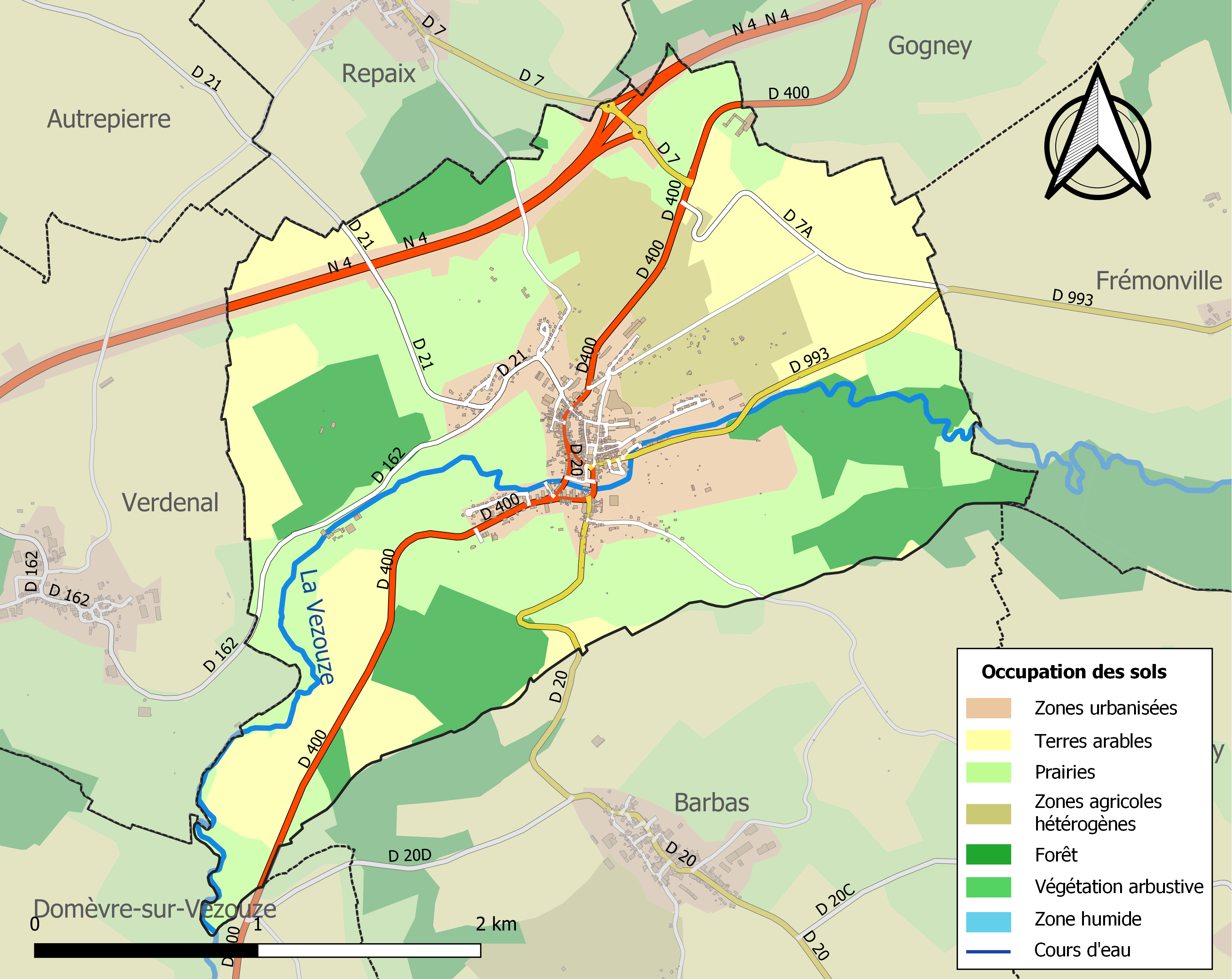
Harta infrastructurii și utilizării terenului a comunei în 2018 (CLC).

## Toponimie
Numele localității este atestat sub formele Carsilius de Blammont (1186); Albus mons (1244); Blanmont și Blancmont (1248); Ecclesia de Blankenberg (1282); H. dominus de Blaulmont (1304); Alba (secolul al XIV-lea); Blanmondum (secolul al XVII-lea).
În germană Blankenberg.
Culoarea solului calcaros a dus probabil la denumirea acestui loc Blancmont, din termenii oïl blanc (alb) și mont (munte), având astfel sensul general de „muntele alb” (unde mont însemna „deal” sau „elevație” în franceza veche, iar colline (deal) este un împrumut din italiană în perioada Renașterii). O masivă domină întreaga regiune, acesta fiind Blanc-Mont. Ordinea cuvintelor, adjectiv de culoare + substantiv, indică o influență germanică, comparativ cu forma germană Blankenberg. Această ordine este, în prezent, rezervată poeziei în franceza standard, dar persistă în unele dialecte oïl.

## Istorie

### De la Evul Mediu până la Revoluție
Senioria a aparținut familiei care i-a dat numele (Blankenberg în germană), devenind ulterior un feud al conților de Salm în secolele al XII-lea și al XIII-lea. Aceștia l-au atribuit unuia dintre cei mai tineri descendenți, Ferry de Blâmont, fiul mai mic al lui Henri III de Salm. Henri de Blâmont, fiul lui Ferry, este unul dintre principalii eroi ai turnirului de la Chauvency din 1285, aclamat de Jacques Bretel, care îl elogiază și povestește despre duelul său cu Gevigni și faptele sale de arme în lupta corp la corp a turnirului, alături de Jean de Rosières și Raoul de Baissi. Acesta a participat și la festivitățile organizate de socrul său, Louis V de Looz, conte de Chiny, soț al Jeannei de Bar, fiica lui Henric al II-lea de Bar și Philippa de Dreux, văduva lui Ferry.
Seniorii din Blâmont fac parte din grupul heraldic al celor zece neamuri provenite din Teodoric al II-lea de Bar (c. 1045-1103), care aveau în blazon doi pești așezați spate în spate în secolul al XIII-lea.
Senioria a fost ridicată la rang de comitat în secolul al XV-lea. În timpul războaielor Burgundiei, seniorul de Blâmont, Ferry II, s-a aliat cu Carol Temerarul împotriva ducelui René II și a trupelor din Sarrebourg.
Comitatul a fost lăsat moștenire ducelui de Lorena în 1499 de către Olry de Blâmont, episcop de Toul, iar Cristina a Danemarcei, regenta Lorenei, a locuit la Blâmont. Începând cu 1751, se menționează bailliage-ul de Blâmont.
Pe 2 decembrie 1573, Blâmont a găzduit curtea Franței, unde regele Poloniei, viitorul Henric al III-lea al Franței, aflat în drum spre Polonia, și-a luat rămas-bun de la mama sa, Caterina de Médicis, și de la sora sa, Marguerite.
La începutul secolului al XVII-lea, ducesa văduvă Marguerite de Gonzague a contribuit, de asemenea, la dezvoltarea orașului, fondând un convent de capucini și o mănăstire pentru călugărițele educatoare din congregația Notre-Dame.
Orașul și castelul său au fost ocupate de protestanți în timpul războaielor religioase, apoi distruse în timpul Războiului de Treizeci de Ani (asediile din 1636 și 1638); castelul fortificat, ca multe altele, a fost demantelat la ordinul lui Richelieu.
Orașul a fost reconstruit în secolul al XVIII-lea; multe clădiri datează din această perioadă, cum ar fi spitalul, Hôtel du Châtelet sau casa parohială. Centrul s-a mutat atunci dincolo de ziduri, în apropierea podului peste râul Vezouze.

### Epoca contemporană
Blâmont a fost reședință de district între anii 1790 și 1795.
În secolul al XIX-lea, orașul a cunoscut o perioadă de prosperitate, datorită mediului său agricol. S-a dezvoltat atunci o rețea economică activă: tăbăcării (Hertz), fabrici de bere (Baumgarten), ciocolaterie (Burrus), fabrică de catifea (Bechmann), uzină de furci (Labourel)... Colegiul său, fondat în 1812 de abatele Lebon, atrăgea numeroși elevi din întreaga regiune, iar populația orașului a depășit pragul de 2.500 de locuitori la mijlocul secolului. În această perioadă de prosperitate au fost construite primăria (1830), sinagoga (1844) și biserica (1852). În 1836, în oraș erau înregistrate aproximativ cincizeci de familii evreiești.
Abia în 1870 Blâmont a fost deservit de compania privată ABC (linia Avricourt-Blâmont-Cirey) pornind de la gara din Avricourt, ceea ce a dus în 1871 la împărțirea acestei comune. Mai târziu, cu multă încetineală și întârziere, un tren departamental cu ecartament metric a ajuns la Blâmont prin intermediul companiei LBB (linia Lunéville-Blâmont-Badonviller). Gara a fost inaugurată pe 13 august 1911 de ministrul Albert Lebrun, în cadrul unei sărbători grandioase și al unui banchet cu 450 de invitați. Stațiile de călători și mărfuri au fost transformate în locuințe în secolul XXI. Traficul pe linia LBB a funcționat până în 1942.

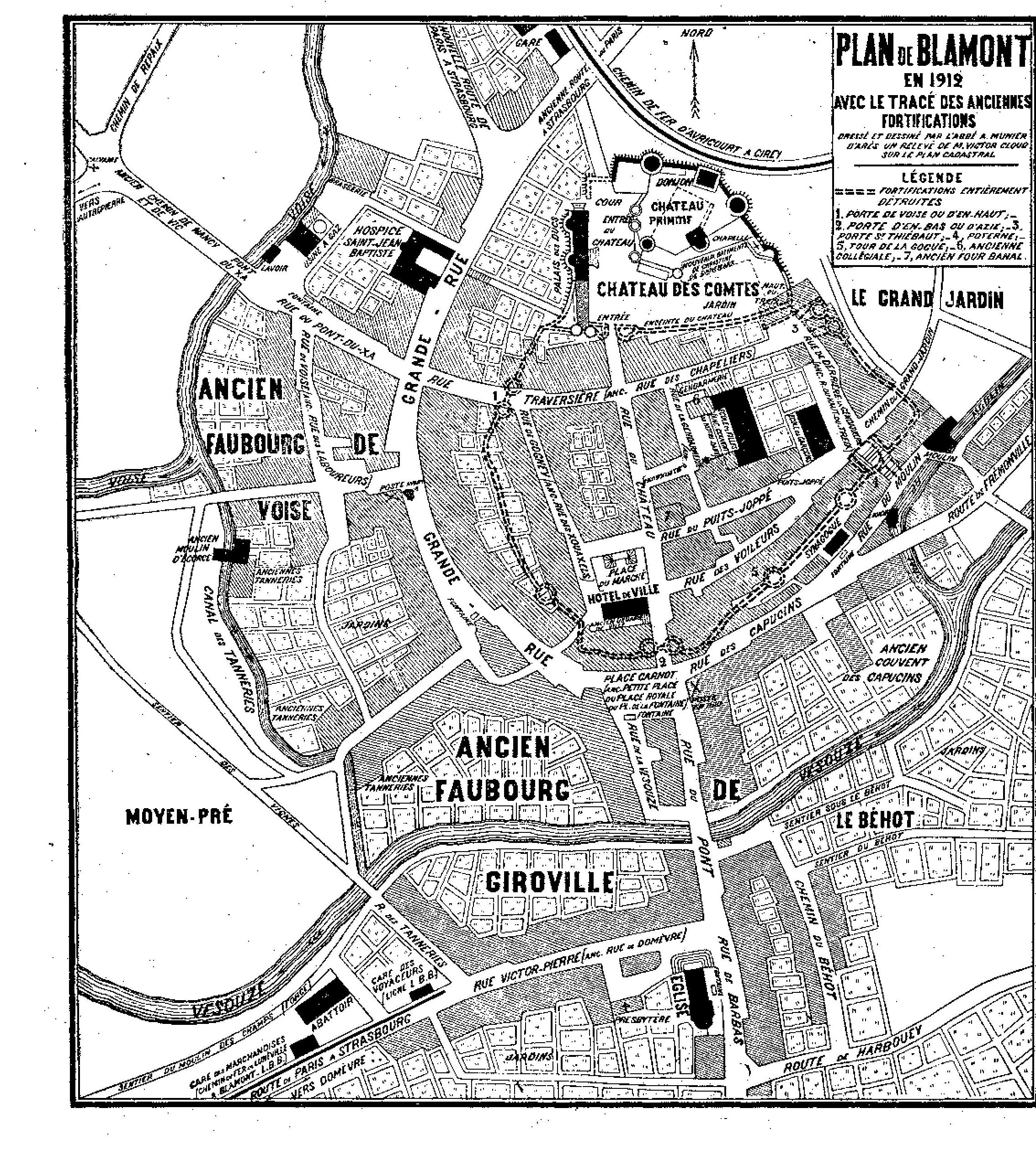
Planul Blâmont-ului din 1912 cu vechile fortificații.

În timpul Primului Război Mondial, Blâmont, situat la patru kilometri de frontiera franco-germană stabilită prin tratatul de la Frankfurt din 1871, a fost rapid invadat de germani. Actele de barbarie comise la Blâmont la începutul ostilităților (august 1914) au făcut senzație în presa internațională. Apoi, frontul s-a stabilizat, iar orașul a rămas sub ocupație germană, fiind relativ cruțat, în timp ce satele din împrejurimi, aflate pe linia frontului, au fost devastate.
Centrul orașului și castelul au fost bombardate în timpul celui de-al Doilea Război Mondial. Orașul este traversat de Schutzwall West. În cimitir se odihnesc cele șapte trupuri ale echipajului unui avion din cel de-al 550-lea escadron al Royal Air Force, prăbușit la Blâmont pe 29 iulie 1944.

## Populația și societatea

### Date demografice
Evoluția numărului de locuitori este cunoscută prin recensămintele populației efectuate în comună începând din 1793. Pentru comunele cu mai puțin de 10 000 de locuitori, un recensământ al întregii populații este realizat la fiecare cinci ani, populațiile legale pentru anii intermediari fiind estimate prin interpolare sau extrapolare.
În 2022, comuna număra 1 046 locuitori, în scădere cu -3,24 % față de 2016 (Meurthe-et-Moselle: -0,13 %, Franța fără Mayotte: +2,11 %).
| An        | 1793  | 1806  | 1841  | 1861  | 1876  | 1886  | 1901  | 1921  | 1936  | 1962  | 1982  | 2006  | 2014  | 2022  |
| --------- | ----- | ----- | ----- | ----- | ----- | ----- | ----- | ----- | ----- | ----- | ----- | ----- | ----- | ----- |
| Populație | 1 859 | 1 908 | 2 563 | 2 298 | 2 337 | 2 147 | 1 726 | 1 386 | 1 606 | 1 409 | 1 399 | 1 190 | 1 100 | 1 046 |

## Cultură locală și patrimoniu

### Locuri și monumente

#### Edificii civile
- Ruinele unui castel fortificat medieval (secolul al XI-lea), modificat în repetate rânduri până în secolul al XIX-lea. În prezent, acest castel face obiectul unei consolidări realizate de o asociație care organizează, de asemenea, vizite. Ruinele sunt înscrise ca monumente istorice din anul 1994[38].
- Numeroase case și conace din secolul al XVIII-lea sunt bine conservate în oraș. Cele mai remarcabile sunt: casa parohială, casa Cabri (30, rue Victor-Pierre), casa Colin-Brice (13, place Général-de-Gaulle), casa Lafrogne (51, rue du 18-Novembre), Hôtel de Martimprey și Hôtel des chanoines réguliers de Domèvre (25 și 29 rue du Château).
- Impunătorul Hôtel de Ville, în stil neoclasic, a fost construit pe baza planurilor arhitectului Antoine-Alexandre Jandel la sfârșitul Restaurației (1830).
- Două castele au fost ridicate în zonele periferice în secolul al XIX-lea: Château du Clos Saint-Pierre, care a aparținut lui Adrien de Turckheim (incendiat între cele două războaie mondiale), și Château Sainte-Marie, reconstruit după Primul Război Mondial.

#### Edificii religioase

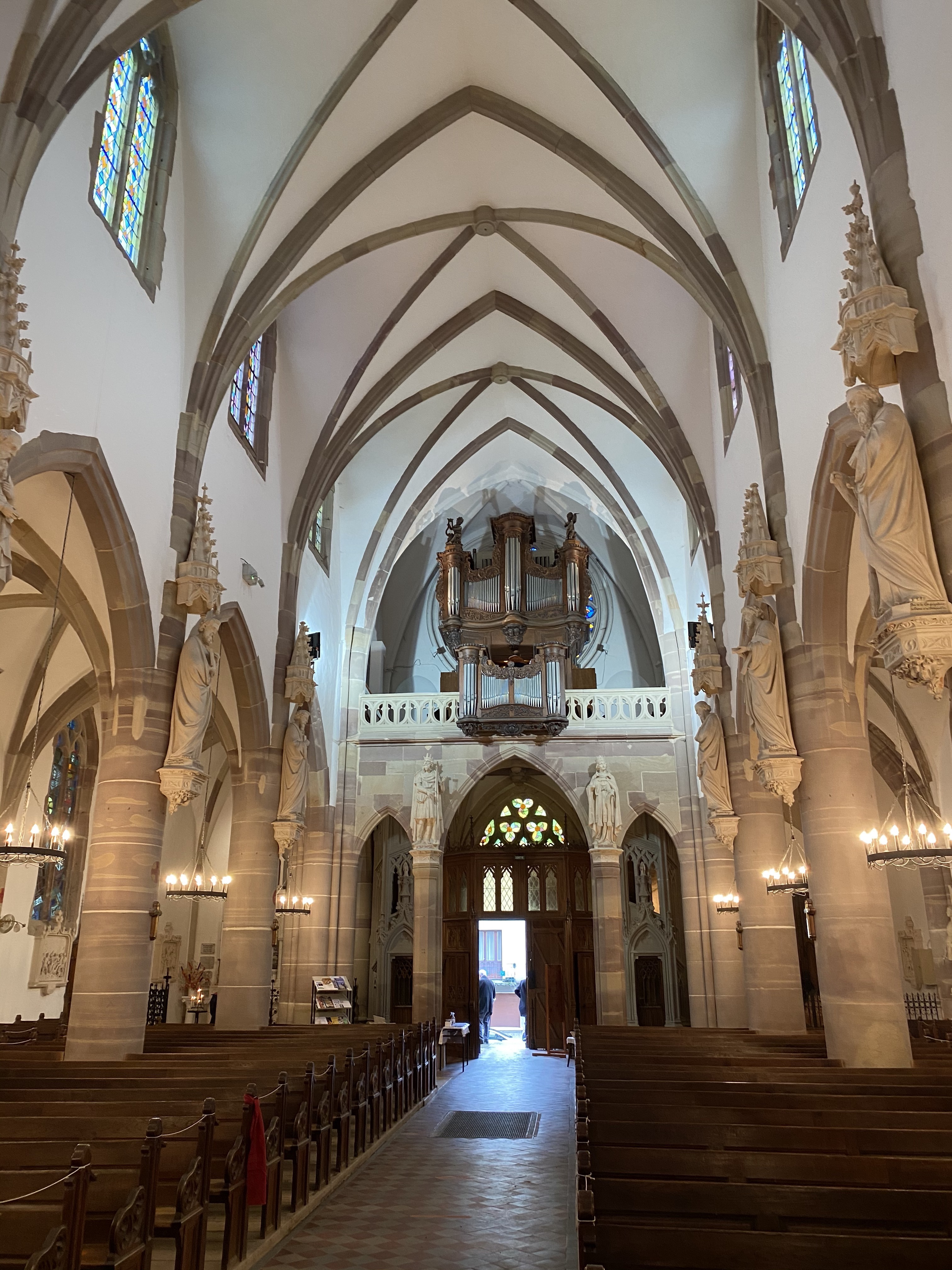
Interiorul bisericii Saint-Maurice și orga Dingler

- Biserica Saint-Maurice (1852), în stil neogotic, opera arhitectului Léon Vautrin, conține confesionale și o amvon baroc din secolul al XVIII-lea, provenind de la abația Domèvre-sur-Vezouze. Aici se află o orgă istorică Dingler, construită în secolul al XVIII-lea, modificată în secolul al XX-lea și restaurată de Kern în anul 2000.
- Colegiul din Blâmont, suprimat înainte de Revoluție, înlocuit cu o capelă neogotică pentru colegiu (1848), care a fost distrusă în secolul al XX-lea.
- Mănăstirea călugărițelor de Notre-Dame, fondată în secolul al XVII-lea, a fost transformată ulterior într-o școală pentru grădiniță.
- Conventul Capucinilor, fondat în 1627 de Marguerite de Gonzague, include o capelă decorată cu fresce. Mai târziu, a fost transformat într-un centru de acțiune socială (Bon-Accueil) între cele două războaie mondiale, dar a fost distrus prin bombardament în 1944.

### Personalități
- Florent Schmitt, compozitor, s-a născut la Blâmont în 1870 și a decedat în 1958.
- Marthe Richard, pionieră a aviației feminine, spioană, consilieră a Parisului, născută la Blâmont în 1889.
- Antoine Veil, inspector financiar, născut la Blâmont în 1926, membru al comitetului strategic al grupului Bolloré, soțul lui Simone Veil, decedat în 2013.